# 梅什金區

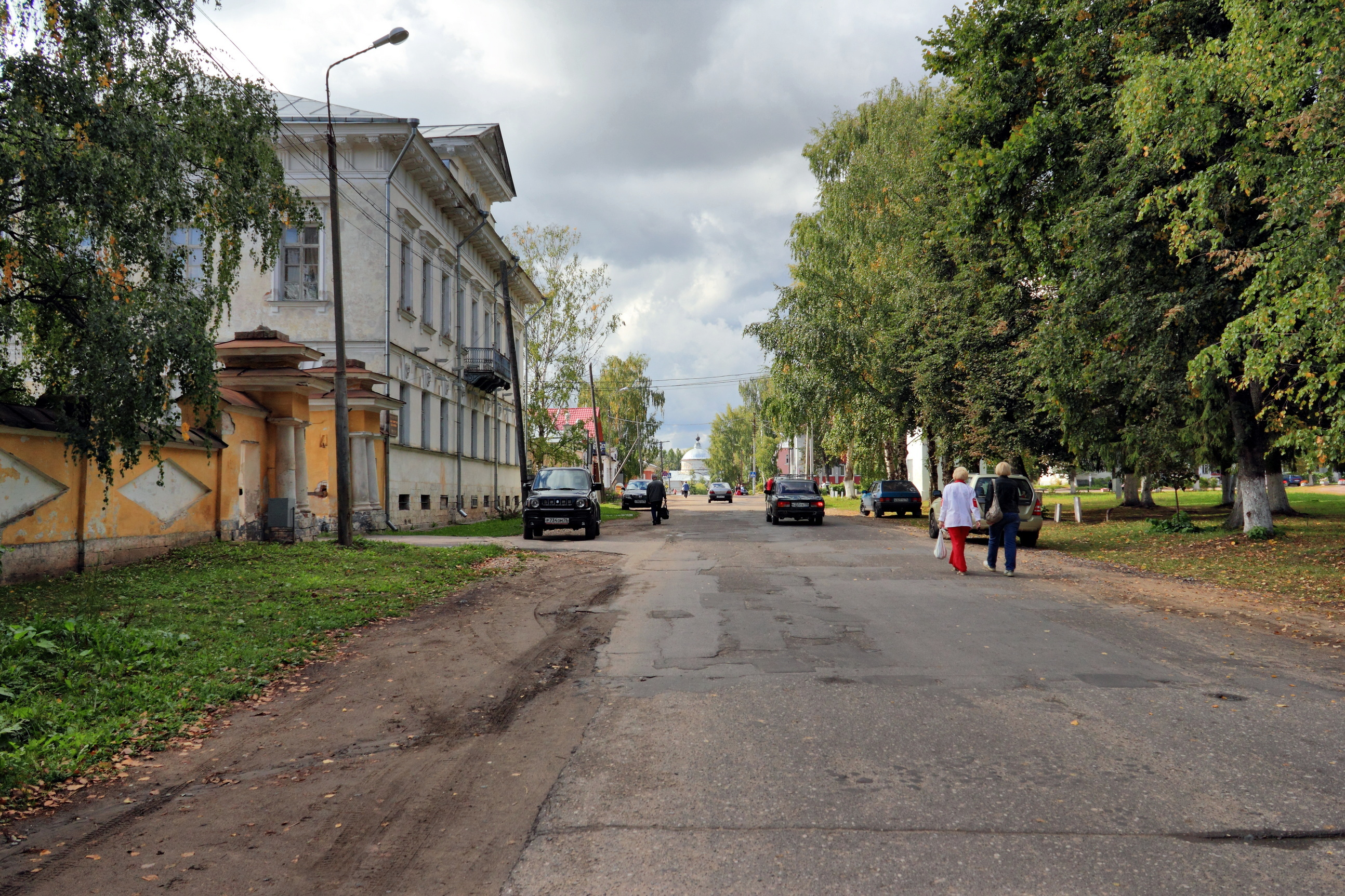

57°47′N 38°27′E / 57.783°N 38.450°E
梅什金區（俄语：Мышкинский район），是俄羅斯的一個區，位於該國西部，由雅羅斯拉夫爾州負責管轄，面積1,111.2平方公里，2010年人口10,329，人口密度每平方公里9.3人。